# Vedisk yoga
Vedisk yoga finns dokumenterad för cirka 4 000–3 000 år sedan i vedaskriften Rishis, skriven av en vedisk vis. Under denna period ville man förena det synliga med det icke synliga, helheten; det inre och det yttre hör ihop. De vise gick ut och pratade med folket om hur man skulle leva. I Rishis nämns också chakrasystemet och chakra för första gången.